# Stallion FC
Stallion Football Club, dawniej znany jako Stallion Sta. Lucia Football Club – profesjonalny filipiński klub piłkarski z siedzibą w Barotac Nuevo, Iloilo. Drużyna gra w United Football League, najwyższym poziomie filipińskiej klubowej piłki nożnej. Zespół jest członkiem Filipińskiego Związku Piłki Nożnej .
Stallion swój pierwszy wielki sukces miał w 2012 roku, kiedy zdobył Puchar UFL. W 2013 roku został mistrzem kraju wygrywając filipińską United Football League.

## Historia
W roku 2001 grupa entuzjastów z Barotac Nuevo, Iloilo myśli nad założeniem klubu, który by rywalizował w turniejach piłkarskich. Nazwa klubu została wymyślona podczas sesji pitnej, gdzie większość członków grupy pili piwo Red Horse.
Stallon FC został rozpoznany jako członek partnerskiego Iloilo FA, prowincjonalnym Związku Piłki Nożnej z siedzibą w Iloilo, który działa pod filipińskim Związkiem Piłki Nożnej.

## Skład
Skład aktualny na 13 lutego 2016 roku.
| Nr | Poz. | Piłkarz                 |
| -- | ---- | ----------------------- |
| 1  | BR   | Ref Cuaresma            |
| 2  | OB   | Bervic Italia           |
| 3  | OB   | Matthew Nierras         |
| 4  | NA   | Terrence Linatoc        |
| 5  | OB   | Christian Thomert Nana  |
| 6  | NA   | Nathan Alquiros         |
| 7  | OB   | Park Bo Bae             |
| 8  | NA   | Yannick Tuason          |
| 9  | NA   | Ruben Doctora (kapitan) |
| 10 | PO   | Ernest Qordja           |
| 11 | NA   | Joshua Beloya           |

| Nr | Poz. | Piłkarz           |
| -- | ---- | ----------------- |
| 12 | BR   | Andy Tan          |
| 14 | PO   | Franck Baring     |
| 15 | OB   | Samuel Bonney     |
| 16 | OB   | Simone Rota       |
| 17 | NA   | Jim Ashley Flores |
| 18 | PO   | David Basa        |
| 23 | PO   | Max Wright        |
| 27 | PO   | Fitch Arboleda    |
| 28 | NA   | Jordan Mintah     |
| 51 | PO   | Jay Soberano      |
| 77 | OB   | Reuben Silitonga  |

## Osiągnięcia
- United Football League - 1 dywizja

- Wygrana: 2013 rok
- United Football League - 2 dywizja

- Finalista: 2011 rok
- UFL Cup

- Wygrana: 2012 rok

## Stadion
Stadionem, na którym Stallion FC rozgrywa swoje mecze jest Mckinley Hill Football Field, otworzony w 2013 roku w mieście Traguig. Może on pomieścić 4500 widzów. Boisko jest ogólnodostępne, z tego też powodu grają na nim inne filipińskie kluby takie jak: Global FC, Green Archers United FC, Kaya FC czy Loyola FC.